# 스테이크스 경주
스테이크스(Stakes)는 Sweepstakes의 약자로, 사전적 의미는‘내기에 건 돈’이란 뜻이다. 경마시행체가 없던 경마 초창기에 마주들이 자기 말을 시합에 출주시키면서 서로 돈을 걸고 경주를 하였던 것이 스테이크스 경주가 생겨난 유래다. 현대 경마에서는 경마시행체가 일반경주에 비해 많은 상금을 내놓고 특별한 경주를 할 때 마주들도 자기 말을 출주시키기 위해 내는 돈, 즉 출마등록료로 변형되었다.(일반경주에는 출마등록료가 없음)
우리나라의 경우에는 대상경주나 특별경주가 스테이크스 경주에 해당된다. 북미에서는 대상경주, 준대상경주, 제한경주 및 일부 핸디캡경주를 통상 스테이크스 경주(Stakes Race)라고 부른다.
준대상경주는 기본적으로 출주조건과 상금이 대상경주의 요건을 갖추고 있으나, 북미대상경주위원회로부터 대상경주로 인정받지 못한 경주를 말한다. 연령이나 성별 이외에는 다른 출주제한조건이 없으며, 출마표상에는 ‘Listed’라고 표기한다. 제한경주는 연령 및 성별 이외의 다른 조건으로 출주자격을 일부 제한하는 경주다. 일반경주보다는 제한을 덜 받는데, 이는 능력이 어느 정도 검증된 중급 이상 말들의 박진감 있는 경주를 만들기 위함이다. 출마표상에는 ‘Restricted’ 또는 ‘Stakes’로 표시한다. 핸디캡경주는 스테이크스 경주에서 말의 부담중량을 정하는 한 방법으로 사용되기 때문에 경주의 종류에 포함시키지 않기도 하나, 일반경주에서 우리와 같이 핸디캡경주로서 경주의 한 종류에 포함시키기도 한다.
이러한 스테이크스 경주는 경마시행체가 통상 5만달러 이상의 상금을 내놓고, 경주가 실시되기 72시간 전에 출마등록을 마감하며, 마주는 일정액의 출마등록료를 내야 한다. 물론 마주가 낸 출마등록료는 착순에 따라 일정비율로 마주에게 전액 재분배된다.